# Никола Сакат
Никола Сакат или Никола Захарија (умро после 1398.) је био српски војвода, кастелан Будве и вазал Балшића. 

## Биографија
Никола Сакат се у изворима јавља са титулом војводе. Након убиства Површка, кастелана Будве, Никола га смењује на тој функцији. На њој је остао више од две деценије, мада су Млечани за кастелана сматрали Балшу. Никола је 1365. године добио дубровачко грађанство. Човек Nicolao Sachat боравио је 1379. године у Дубровнику. Општина му је поверила једну лађу са лађаром ради пута до Будве. Исте године је Николи печатом потврђено да је дубровачки грађанин. Из исте године је и податак да су Дубровчани, током блокаде Котора, Николи Сакату доделили 15 лаката неке јефтине тканине како би један брод пристао у Будви, натоварен сољу за Котор, проследио у Дубровник. Никола је и касније био у дослуху са Дубровчанима па је зауставио бродове задарских трговаца који су 1382. и 1383. године превозили со за Нови. То је период сукоба између Дубровника и босанског краља Твртка око отварања новог кумерка солског у Новом. Сукоб је завршен победом Дубровчана. Никола и његов брат Андрија истичу се након погибије Балше II Балшића у бици на Саурском пољу 1385. године против Турака. Приликом доласка Ђурђа II Страцимировића на власт појавила се у Зети властела која је покушала да њоме загосподари. Никола се помиње у одлукама дубровачких већа у марту 1398. године када му је дат поклон у вредности од 50 перпера. О Николи и Андрији Сакат као "зетској властели, паметним и оштроумним људима" пише Мавро Орбин у свом "Краљевству Словена". Породица Сакат је тако названа по једном селу изнад Дања. Иван Божић је ову породицу идентификовао са Захаријама. Орбин описује покушај двојице властелина да узурпитају власт. Страцимировић је затражио савет од Дукађина, па је Андрију и Николу, по његовом савету, заробио и ослепео. Даља судбина Николе и Андрије није позната. Након сукоба са Страцимировићем, Никола се не помиње у изворима. Од Саката потиче каснији самостални господар Дања, Која Захарија. 